# قانون احتمال کامل
در آمار و احتمالات قانون احتمال کامل به شرح زیر است:
{\displaystyle \Pr(A)=E[\Pr(A\mid N)]}
که {\displaystyle \scriptstyle {\Pr(A\mid N)}} احتمال شرطی A است در صورتی که N دانسته شده باشد.

## قانون گزینه‌ها
حالت خاص قانون احتمال کامل، قانون گزینه‌هاست که در متغیرهای تصادفی گسسته معتبر است. این قانون می‌گوید اگر { Bn : n = 1, 2, 3, ... }حاصل از تقسیم فضای احتمال B بر n قسمت متنهای یا نامتنهای و قابل شمارش باشد، و هر 'Bn قابل شمارش باشد. آنگاه:
{\displaystyle \Pr(A)=\sum _{n}\Pr(A\cap B_{n})\,}
یا به بیان دیگر:
{\displaystyle \Pr(A)=\sum _{n}\Pr(A\mid B_{n})\Pr(B_{n}).\,}

## افراز
فرض کنید مجموعه U را می‌خواهیم به زیرمجموعه‌هایی {\displaystyle A_{1},A_{2},....,A_{n}} تقسیم کنیم. در اینصورت داریم:

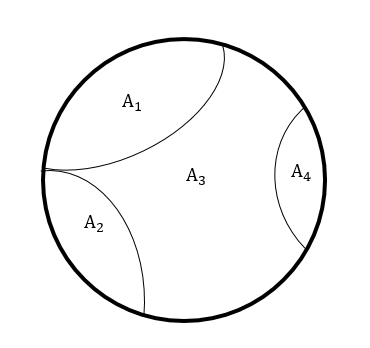
افراز کردن مجموعه

### قانون افراز
برای افرازها و مجموعه کل یک سری قوانین وجود دارد که شامل عبارت های زیر است:
1. {\displaystyle A_{i}\neq \emptyset ,1\leq i\leq n}
2. {\displaystyle A_{1}\cup A_{2}\cup ....\cup A_{n}=U}
3. {\displaystyle A_{i}\cap A_{j}=\emptyset ,i\neq j,1\leq i,j\leq n}

### افراز در پرتاب سکه
پیشامد رو آمدن را با {\displaystyle F} و پیشامد پشت آمدن را با {\displaystyle B} نشان می‌دهیم.
فضای نمونه برابر است با: {\displaystyle S=\{F,B\}}
حالا شرط‌های افراز می‌بینیم:
1. {\displaystyle F\neq \emptyset ,B\neq \emptyset }
2. {\displaystyle F\cup B=S}
3. {\displaystyle F\cap B=\emptyset }

## پانوشت
قانون احتمال کل «سیده فاطمه موسوی نطنزی»